# Uzumaki Naruto
Uzumaki Naruto (うずまきナルト; Hepburn: Naruto Uzumaki) egy kitalált szereplő Kisimoto Maszasi Naruto című manga- és animesorozatában, melynek címadó főhőse. Naruto kidolgozása közben Kisimoto „minél egyszerűbb és bolondosabb” szereplőt szeretett volna megalkotni, mindemellett a szereplőbe Son Goku, a Dragon Ball-sorozat főhősének több jellemvonását is beépítette. Hogy a szereplőt mégis egyedivé tegye, Kisimoto igen sötét háttértörténetet és múltat adott Narutónak. A szereplő külső megjelenése többször is jelentős változtatásokon esett át, egyrészt azért, hogy a nyugati közönség számára is megnyerőbben hasson, másrészt pedig hogy könnyebb legyen megrajzolni őt.
A manga és az anime történetében Naruto egy nindzsa, aki Avarrejtek falujában Ucsiha Szaszuke és Haruno Szakura csoporttársa a 7-es Csapatban. A falubeliek kiközösítették a fiatal fiút, amiért az a kilencfarkú rókadémont hordozza a testében, azt a vad teremtmény, mely évekkel korábban megtámadta és majdnem elpusztította Avarrejteket. Narutónak emiatt eltökélt szándékává vált, hogy egyszer ő legyen a falu hokagéje, vagyis vezetője, hogy azok akik eddig hátat fordítottak neki felfedezzék értékeit és tiszteljék őt. Komoly célja ellenére Naruto megőrizte vidám és heves természetét, ami megkönnyíti számára, hogy Avarrejtek és más falvak nindzsáival is barátságot kössön. A legszorosabb kötelék a 7-es csapatbeli társaihoz köti, akiket családtagjainak tekint. Naruto mint főhős és címszereplő természetesen a sorozathoz kapcsolódó és annak részét képező minden animációs filmben, az összes OVA-epizódban valamint minden Naruto-videójátékban szerepelt.
Narutót több dicsérő és negatív kritika is érte a mangákkal és animékkel foglalkozó média részéről. Míg egyesek sztereotip sónen-főszereplőnek tartják, mások dicsérően írtak személyiségéről és jellemfejlődéséről a sorozat cselekménye során. A vegyes kritikáktól és ismertetőktől függetlenül Naruto az olvasók körében végzett népszerűségi felmérések alkalmával mindig igen előkelő helyen végzett. Népszerűségének köszönhetően számos őt mintázó reklámtermék, köztük plüssfigurák, kulcstartók és egyéb figurák is készültek.

## A szereplő megalkotása és az alapelgondolás

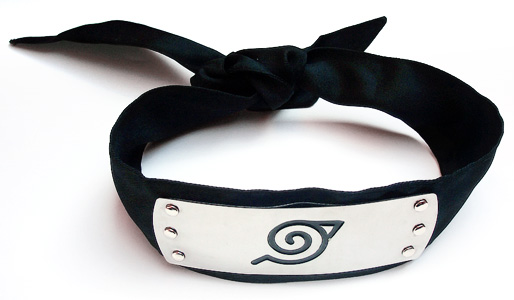
Avarrejtekiek sinobi fejpántja.

Kisimoto Naruto megalkotásakor számos olyan elemet és jellemvonást beépített a szereplőbe, amikről úgy vélte, az ideális hőst jellemzik: egyenes, becsületes és pajkos. A szereplő megalkotásához alapul vette Son Goku, a Dragon Ball sorozat főhősének több jellemzőjét is. Emellett arra is ügyelt, hogy Naruto „minél egyszerűbb és bolondosabb” legyen. Kisimoto nem egy meghatározott személy vagy szereplő után mintázta meg főhősét, elgondolása szerint Naruto egy egyszerű gyerekes jellem, aki azonban egy sötét oldallal is rendelkezik hányattatott múltja miatt. Ennek ellenére azonban mindig optimista, mely vonása Kisimoto véleménye szerint egyedivé teszi őt. Kisimoto Naruto gyerekes természetét rajzolása közben is megpróbálja kiemelni, így például Naruto a manga 10. kötetének borítóján egy teknőcöt utánoz, éppúgy, ahogyan azt egy gyerek tenné.
Naruto öltözékét Kisimoto saját fiatal ruhatáráról mintázta meg; Kisimoto úgy vélte egy már létező dizájn alkalmazása megfosztotta volna Narutót egyediségétől, egy teljesen új pedig túlságosan kirívó lett volna. A főszereplő ruhájának narancssárga színe azt a célt szolgája, hogy „szembeötlő” legyen, kiegészítőként pedig az Első részben kék színt használt Kisimoto, míg a Második részben a fekete színt használja. Mivel Naruto szimbóluma a spirál, öltözékén is megtalálható ez a motívum. Naruto kezdetben csizmát viselt, de Kisimoto ezt végül szandálra cserélte, mivel kedvelt lábujjakat rajzolni. A védőszemüveget, melyet Naruto a fején hordott Kisimoto azért cserélte le sinobi fejpántra, mivel a szemüvegek megrajzolása túl sok időt emésztett fel.
Kisimoto úgy nyilatkozott, örül, hogy Narutónak szőke hajat és kék szemet adott. Az Egyesült Államokban kiadott Shonen Jump magazin szerkesztője nyilatkozata szerint ezt a külső vonást azért javasolta, hogy a szereplő a nyugati közönség számára is vonzóbb legyen. Kisimoto a sorozat szereplői közül leginkább Narutóval tud azonosulni. Arra a kérdésre, hogy miért a rámen Naruto kedvenc étele és nem a kicune udon, Kisimoto azt válaszolta, hogy egyszerűen azért, mert személy szint ő is nagyon kedveli ezt az ételt. A Naruto: Clash of Ninja videójáték sorozatban Naruto a démonróka megnyilvánulásának több szintjén is játszható karakter, mely állapotot vörös színű csakra jelez. Kisimoto ezt az ötletet saját sorozatába is beépítette, ahogyan az a mangasorozat 26. kötetének borítóján is látható. Mikor Kisimoto Naruto megjelenését tervezte újra a sorozat Második része számára, a főhős fejvédőjét jobban kiszélesítette, hogy könnyebb legyen megrajzolnia Naruto szemöldökét, mely a korábbi változatban problémát okozott Kisimotónak. Emellett úgy vélte, hogy Naruto nadrágja is nagyban hozzájárul gyerekes kinézetéhez. Ezt Kisimoto úgy próbálta orvosolni, hogy a nadrág egy részét felhajtotta, hogy érettebb megjelenést kölcsönözzön Narutónak.
A sorozat eredeti japán változatában Naruto a mondatait gyakran a „-ttebajo” kifejezéssel fejezi be, mely hasonló hatást és jelentést hordoz, mint a magyar „érted?” vagy „vágod?” kifejezés. Kisimoto szeretett volna egy gyerekes szófordulatot a szereplő védjegyévé tenni, a „dattebajo” pedig véletlenül jutott az eszébe. Kisimoto meggyőződése, hogy Naruto szófordulatai kiegészítik a szereplő jellemvonásait, és verbális úton segítik Naruto kölyökként való megformálását. Az angol nyelvű változatban a szinkronizálás során a „dattebajo” és a „-ttebajo” kifejezéseket a „Believe it! (Hidd csak el!)” szófordulat váltotta fel, egyrészt hogy tükrözze az eredeti jelentést, másrészt pedig a szájmozgás hasonlósága miatt. Az amerikai változat producerei úgy nyilatkoztak, hogy a sorozat szereplői közül Narutóhoz volt a legnehezebb megtalálni a megfelelő hangot. Választásuk végül Maile Flanaganre esett, aki képes volt megformálni a szeretni valóan pajkos és koraérett tizenkét éves fiút annak komoly oldalával együtt.

## A szereplő ismertetése

### Kapcsolatai és személyisége
Naruto még fiatalon árvult el, mikor édesapja, Avarrejtek negyedik hokagéja saját élete árán fia testébe zárta a pusztító erejű kilencfarkú rókadémont. Mivel Naruto magában hordozta a falusiak által gyűlölt és rettegett teremtményét, azok kiközösítették a fiút, így nem volt része túl sok szeretetben és törődésben fiatal évei során. Ezek hiánya miatt Naruto arról kezdett álmodozni, hogy egyszer ő is hokage, a falu vezetője lesz és így majd a falu lakói is elfogadják és tisztelni fogják őt. Hogy ezt egyszer valóra is válthassa, Naruto mélyen eltökélt és kitartó lett, meggyőződésévé vált hogy bármely nehéz feladatot képes teljesíteni célja elérése érdekében. Naruto erőfeszítéseit számos siker koronázza a sorozat cselekményének előrehaladtával, és egyre több szereplőt győz meg arról, hogy egyszer valóban kiváló hogake lesz belőle. Naruto gyakran vicceivel hívja fel magára a figyelmet és néha egy különleges technikáját használva, melyet szexi jucunak (おいろけの術; Hepburn: oiroke no jucu) nevez el, meztelen nővé változik, hogy kigúnyolja azt, aki bosszantja. Ezért aztán az ő tanítványa Szarutobi Konohamaru le is utánozza a technikáit és vicceit.
Naruto akadályt nem ismerő eltökéltsége néha a körülötte lévő embereket is arra ösztönzi, hogy átvegyék a fiú hozzáállását; a sorozat Második részében Naruto tanára, Hatake Kakasi meg is jegyzi, hogy ez a fiú egyedülálló adottsága és ereje. Gára, miután vereséget szenved Narutótól, felismeri, hogy a valódi erő abban rejlik, ha másokért harcol, nem pedig önmagáért. Ezek a jellemfejlődések testesítik meg az egyes történetek tanulságát, és egyben a szereplők hitvallásává, életfilozófiájává is válnak.
Ennek az adottságának köszönhetően Narutónak sikerül megszereznie azokat a barátokat, akiket gyermekkorában hiányolt. A sorozat folyamán kötött barátságok közül azonban mindvégig a csapattársaihoz, Ucsiha Szaszukéhez és Haruno Szakurához fűződő kapcsolata a legfontosabb. A közte és Szaszuke közötti viszony erősen a két szereplő rivalizálására épül, melyet Naruto egyfajta testvéri kapcsolatnak tekint. Annak ellenére, hogy az Első rész végén Szaszuke elárulja Narutót és egész Avarrejteket, Naruto megőrzi ragaszkodását barátja iránt és nem tűri, ha valaki rosszat mer szólni róla. Naruto mély érzelmeket táplál Szakura iránt, ami abban gyökerezik, hogy első közös évük során a csapatban Naruto fülig szerelmes volt a lányba. Naruto ragaszkodása a lányhoz olyan erős, hogy bármit képes lenne megtenni, csak hogy boldognak láthassa, így arra is megesküszik, hogy a kedvéért vissza fogja hozni Szaszukét a faluba, bármilyen nehéz is lesz.

### A sorozatban való szereplésének áttekintése
Mint a sorozat címszereplője és főhőse, Naruto minden történetben aktív szereplőként tűnik fel, általában központi szerepben. Az Első rész folyamán ideje nagy részét saját nindzsa-képességeinek a fejlesztésével tölti és saját céljait követi, míg a sorozat jelentősebb eseményei máshol zajlanak. Az Avarrejteket ért támadás után Naruto tudomást szerez az Akacuki nevű bűnszervezet létezéséről, akik többek között az ő testébe zárt Kilencfarkú démonrókát is meg akarják szerezni. Bár első támadásuk alkalmával Dzsiraija megfutamítja őket, az Akacuki és Naruto közötti konfliktusok központi szerepet játszanak a sorozat Második részében. Szaszuke Avarrejtekből való dezertálásakor Naruto központi szerepet kap a sorozat világának nagyobb jelentőségű eseményében is, mikor csatlakozik egy csapat nindzsához, akik megpróbálják megakadályozni, hogy Szaszuke csatlakozzon a falu halálos ellenségéhez, Orocsimaruhoz. Naruto és Szaszuke párharca során egyik sem képes rávenni magát, hogy végezzen régi csapattársával. Innentől kezdődően mindketten a maguk útját kezdik járni, ugyanakkor Naruto továbbra sem mond le barátjáról és Dzsiraijával ő is elhagyja Avarrejteket, hogy egy két és fél évet felölelő kemény edzéssel készüljön következő találkozásukra.
A sorozat Második részében Naruto némiképp háttérbe szorul az Első részben való szerepléseihez képest. Ahogyan a történet más szereplők kalandjait és jellemfejlődését is követni kezdi, valamint mivel a nagyobb cselekmények egymástól nagy távolságra zajlanak, Naruto központi szerepe is ezzel párhuzamosan csökken. Avarrejtekbe való visszatérése után Narutót az Akacuki jelentette fenyegetés köti le. Elsőként Gárát próbálja megvédeni a szervezet támadásától és később jelentősen hozzájárul az Akacuki egyik tagjának, Kakuzunak a bukásához is. Ennek ellenére Naruto legfőbb célja még mindig Szaszuke felkutatása. Ez egyszer neki és csapatának sikerül is, de Szaszuke gyors fejlődése miatt felülkerekedik rajtuk. Miután Naruto kifejleszti új dzsucuját, ismét kísérletet tesz barátja felkutatására. Ezúttal nem sok hiányzott ahhoz, hogy sikerrel járjanak, akinek még a bátyjával, Ucsiha Itacsival is szembe találják magukat, de végül ismét elveszítik a szökött nindzsa nyomát és kénytelenek visszatérni falujukba. Miután Naruto tudomást szerez róla, hogy Dzsiraiját az Akacuki vezetője, Pain meggyilkolta, ismét edzésbe kezd. Mikor Naruto összecsap Painnel, sikerül legyőznie mind a hat testét, végül a testek irányítójával, Nagatóval találja szemben magát. Igazi harcra nem kerül sor, Naruto próbálja meggyőzni Nagatót, hogy hamisan gondolkodik a békés világ megteremtéséről. Végül Nagato belátja, hogy nagyot hibázott és maradék erejéből a saját életét feláldozva feltámasztja az általa megölt avarrejtekieket. Mikor megtudja, hogy az új hokage, Danzo engedélyt adott a villám nindzsáknak Szaszuke megölésére, akkor Jamatóval és Kakasival követi őket egészen a Raikagéig, akitől kegyelmet kér Szaszukének, de ez a próbálkozása megbukik. A kagék találkozója alatt váratlan vendég érkezik hozzá, Ucsiha Madara, aki elmeséli neki az Ucsihák és a Szendzsúk történetét, majd elmondja Narutónak, hogy egy nap harcolnia kell Szaszukével a béke érdekében.

### Képességei és készségei
A testébe zárt démonróka révén, Narutónak hatalmas csakra-tartalékhoz van hozzáférése, egy olyan erőhöz, mely a nindzsák számára lehetővé teszi természetfeletti képességek gyakorlását. Naruto emiatt olyan nindzsatechnikákat is képes alkalmazni, melyeket egy hasonló korabeli fiúnak normális körülmények között lehetetlen volna. Mivel a róka csakrája folyamatosan keveredik sajátjával, Naruto erővel is képes megcsapolni annak tartalékait például ha erősen haragos állapotba kerül, de akár beszélhet is a rókával és közvetlenül kérhet tőle a csakrájából. Mikor a róka csakrája felszabadul, róka-körvonalú aura jelenik meg Naruto körül, melynél a megjelenő farkak száma, egy és kilenc között jelzik a róka felszabadult erejének mértékét. Bár minden egyes farok megjelenésével drámaian nő harci ereje, ezzel együtt elméje is egyre jobban ködbe burkolózik és a negyedik farok megjelenésekor teljesen el is veszti az irányítást maga felett. Mivel a róka ereje azokra is közvetlenül veszélyt jelent, akik közel állnak hozzá, Narutónak erősen korlátoznia kell ennek használatát.
A sorozat cselekménye során Naruto folyamatosan képes előnyt kovácsolni tekintélyes csakra-tartalékaiból. Az első és gyakran visszatérő példa erre a Kage bunsin no dzsucu, mellyel a képesség gyakorlója több másolatot is képes létrehozni saját magáról, de ehhez nagy mennyiségű csakra szükséges. Míg a legtöbb nindzsa csak néhány ilyen árnyékklónt képes előhívni, Naruto tartalékai miatt akár több százat is, anélkül, hogy kimerülne. Ezeket a másolatokat Naruto igen sokoldalúan képes felhasználni, például, hogy elsöprő támadást indítson, felderítsen egy területet, vagy hogy csak egyszerűen hatékony edzést végezzen rövid idő alatt. Azon képessége, hogy békákat tud megidézni, szintén a róka csakráján alapszik, igazán hatalmas békákat csak ennek a segítségével képes előhívni. Naruto emellett elsajátította a szendzsucut is, egy erőnövelő technikát mely a békáktól származik és természet energiáinak összegyűjtésén alapszik. A természet energiáit akár két árnyékklónjának is át tudja adni, aminek segítségével könnyebben eljuthat a „bölcs állapotba”.
Naruto egyik kedvelt dzsucuja a Raszengan, egy örvénylő csakrából képzett gömb, melyet elsőként édesapja alkalmazott. Mikor ezt a technikát veti be, Naruto kage bunsinokat is segítségül hív, hogy a megfelelő alakra tudja formálni a csakráját. Bár nyers formájában is pusztító erejű, Minato eredetileg azért hozta létre a Raszengant, hogy az saját elemi csakráját oltsa bele. Kitartó edzések után Naruto maga is képessé vált a Raszengant beoltani saját szél-csakrájával és megalkotnia a Raszensurikent (螺旋手裏剣), mely hatalmas mértékű roncsolást okoz mindenen, amivel érintkezésbe kerül. Félkész állapotában még maga Naruto kezét is több helyen eltörte. A sérülés veszélyét Naruto azzal küszöbölte ki, hogy a szendzsucut felhasználva a Raszensuriken elhajítása közben növeli annak erejét.

## Megjelenése a manga- és animesorozaton kívül
Mint a sorozat címszereplője Naruto megjelenik a sorozathoz kapcsolódó összes animációs filmben és OVA epizódban is, általában mint főszereplő. A Gekidzsóban Naruto Sippúden ezek közül az első olyan film, mely a sorozat Második része alatt játszódik. Az első OVA epizódban Naruto Konohamarunak segít egy négylevelű lóherét felkutatni, a másodikban ő és csapata a Sibuki nevű nindzsának segít biztonságban eljutnia falujába majd pedig legyőznie azt az elveszett nindzsát, aki ellopta a falu „Hős-vizét”. A harmadikban Naruto egy bajnokságon vesz részt.
Naruto mindegyik Naruto-videójátéknak választható karaktere. Ezek közül több játékban előhívható egy olyan változata is, mely a Kilencfarkú démonróka teljes erejét is használja. Az Ultimate Ninja-sorozat több játékában egy olyan változata is megtalálható, mely Rock Lee és Might Guy technikáit használja és az ő ruhájukat viseli. A Naruto Shippūden: Gekitou Ninja Taisen EX az első olyan játék, amiben Naruto a Második rész számára újraalkotott külsejével szerepel. Naruto több crossover-videójátékban is feltűnik, melyekben más mangák szereplői ellen harcol. Ezen játékok közé tartozik például a Battle Stadium D.O.N, a Jump Super Stars és a Jump Ultimate Stars.

## Kritikák és a szereplő megítélése

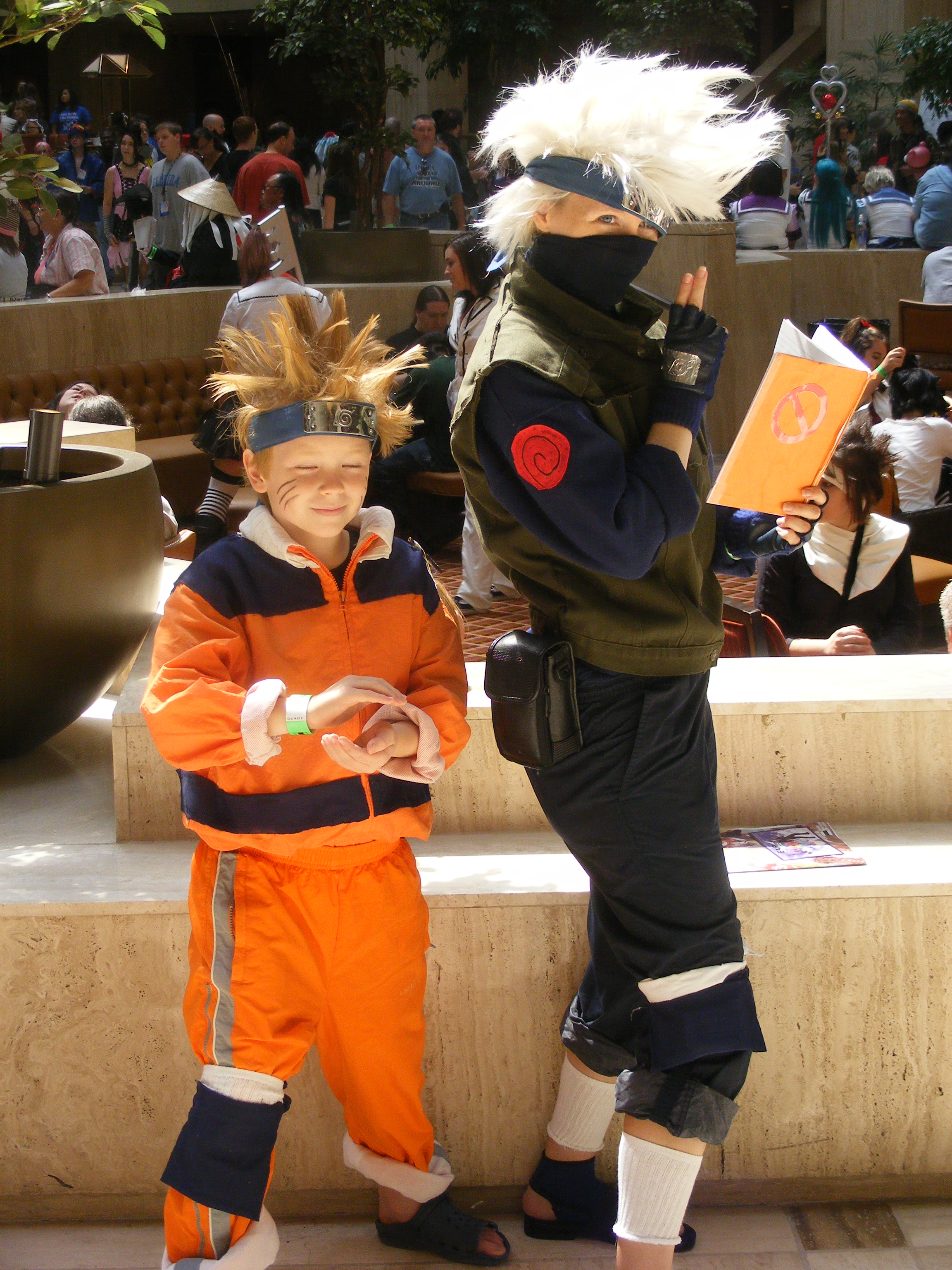
Narutót és Kakasit játszó cosplay-esek.

Naruto a Sónen Jump hivatalos népszerűségi szavazásán mindig bekerült az öt legkedveltebb szereplő közé, és ebből kétszer került a lista élére. A legutóbbi, 2006-os szavazás alkalmával a negyedik helyen végzett Ucsiha Szaszuke, Hatake Kakasi és Deidara mögött. Számos Narutót mintázó reklámtermék és játék készült, köztük plüssfigurák, kulcstartók és akciófigurák. Takeucsi Dzsunko, az animesorozatban Narutót megszemélyesító szeijú véleménye szerint Naruto azért ragadja meg annyira az embereket, mert a fiú mindig vidám és jókedvű, ugyanakkor legbelül nagyon is szilárd jellem, aki megbékélt nehéz múltjával és kész továbblépni. Takeucsi azt is megjegyezte, hogy szívesen énekelne egy dalt Naruto magányos fiatal éveiről, ahogyan az OVA epizódban is tette az első Naruto film megjelenése előtt. Maile Flanagan, Naruto angol szinkronhangja munkája megkezdése előtt nem hallotta Takeucsi szinkronját és nem is akarta utánozni őt, inkább saját stílust igyekezett kialakítani a szereplő számára.
Számos, a mangákkal, animékkel, videójátékokkal és egyéb kapcsolódó ágazatokkal foglalkozó média illette pozitív, illetve negatív kritikával a szereplőt. A GameSpot véleménye szerint Naruto minden kamasz álmát éli, egy nindzsa, aki azt tehet, amit akar, de másrészről viszont elveszítette szüleit és környezete kiközösítette őt. Az Anime News Network „az optimizmus bástyájának” nevezte Narutót, akinek ugyan az ütközete általában nem olyan izgalmasak mint társaié, de a Gárával való párharca a sorozat legjobb pillanatai közé tartozott, mivel túllépett a legtöbb tipikusan sónen elem felett. Az Active Anime Narutót a maga „vakmerőségével, eltökéltségével és rendíthetetlen meggyőződésével, hogy a jó mindenképpen legyőzi a gonoszt”, a legvalószínűtlenebb hősnek nevezte. Egy másik ismertetőjében Narutót egy tanácsadóhoz hasonlította, „aki mindennel és mindenkivel együttérez”. A T.H.E.M. Anime Reviews véleménye szerint Naruto bár egy „imádnivaló csirkefogó”, a hozzá hasonló típusú szereplők már sok más megelőző anime- és mangasorozatban is jelen voltak. Deb Aoki az about.com-tól bohócnak nevezte Narutót, aki mindent megtenne azért, hogy felkeltse magára a figyelmet.
A Mania.com dicsérően írt Narutóról, mint főszereplőről, de megemlítette „vak ostobaságait” és „érthetetlen önfejűségét” is. A Gárával való párharca után pozitívan ítélték meg a jó hős irányában tett fejlődését. Szintén dicséretet kapott „örök optimista látásmódjáért” és jellemének változásáért. A DVD Talknak elnyerte tetszését Naruto személyisége, akit „teljesen zabolázatlan könyöknek” nevezett. A DVD Verdict Naruto öntudatosságát egy „kisebb hegy” méretére becsülte. Az IGN Naruto kapcsolatait úgy jellemezte, hogy Cunadéval „egy hullámhosszon vannak”, Dzsiraijával „sok bennük a közös”, Ucsiha Szaszukével pedig a „felnőtté válás jeleit mutatja”. Az Active Anime a Naruto és Szaszuke közötti harcot „érzelmekben gazdag, várakozásokkal teli, valamint hihetetlen akciójelenetekkel és keserű érzésekkel teletűzdelt” eseményként jellemezte.

## Külső hivatkozások
- Uzumaki Naruto a Leafninja.com oldalain (angolul)
- Uzumaki Naruto a Narutopedia oldalain Archiválva 2009. január 16-i dátummal a Wayback Machine-ben (németül)
- Uzumaki Naruto a Narutopedia (Wikia Entertainment) oldalain (angolul)